# رودیگر کونسه
رودیگر کونسه (آلمانی: Rüdiger Kunze؛ زادهٔ ۲ سپتامبر ۱۹۴۹) قایقران روئینگ اهل آلمان شرقی بود.